# Rokytovce
Rokytovce (rusiń. Рокытівці, Rokytiwci; ukr. Рокитiвцi, Rokytiwci) – wieś (obec) na Słowacji, w kraju preszowskim, w powiecie Medzilaborce. Miejscowość położona jest w historycznym kraju Zemplin.

## Historia miejscowości
Nazwa Rokytovce wzmiankowana jest w roku 1437. Od końca XVIII do początku XX w. miejscowość zamieszkiwało ok. 300 osób.
14 lipca 2001 otworzona została galeria „Endy” z pracami Františka Lakatu.

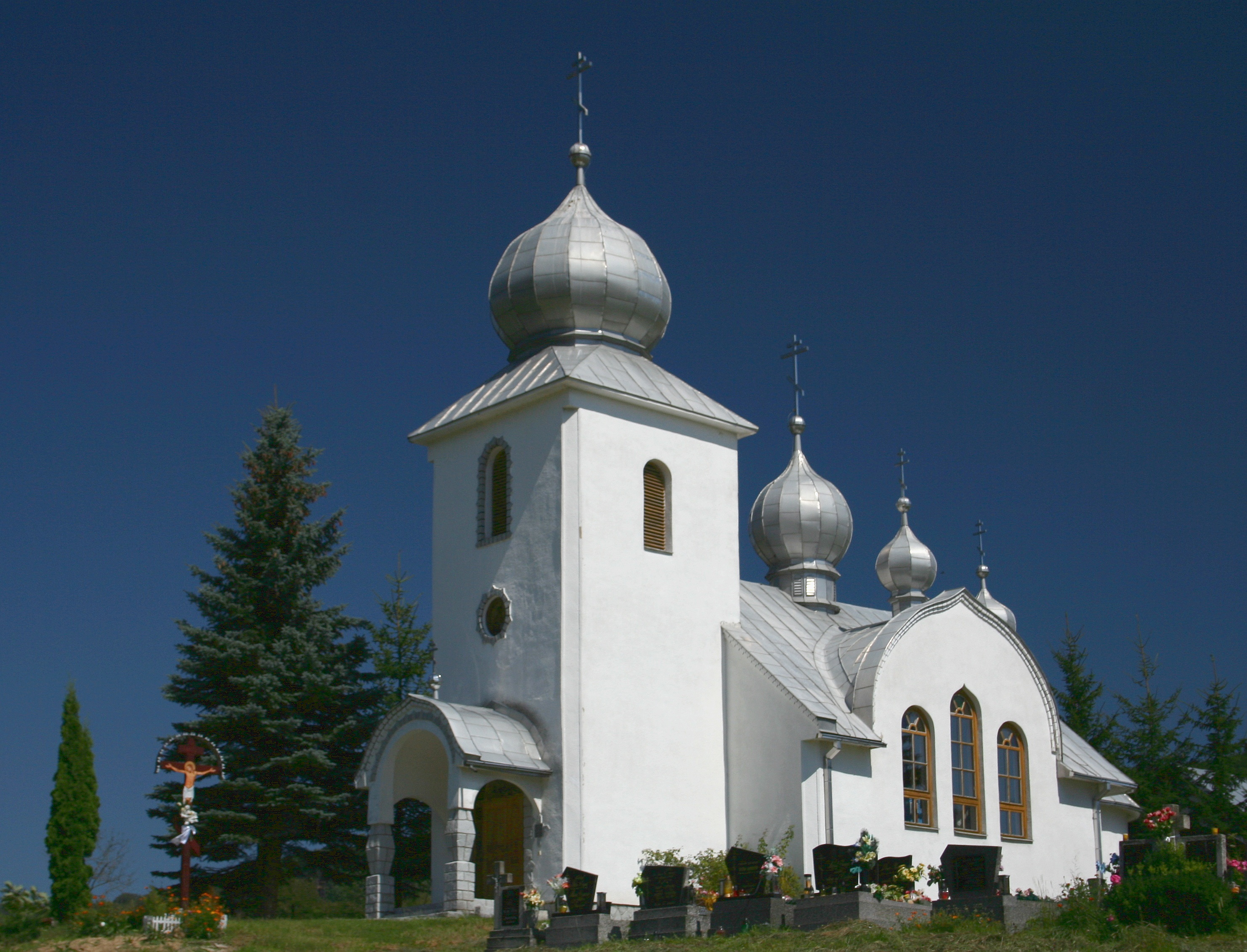
Cerkiew prawosławna w Rokytovcach
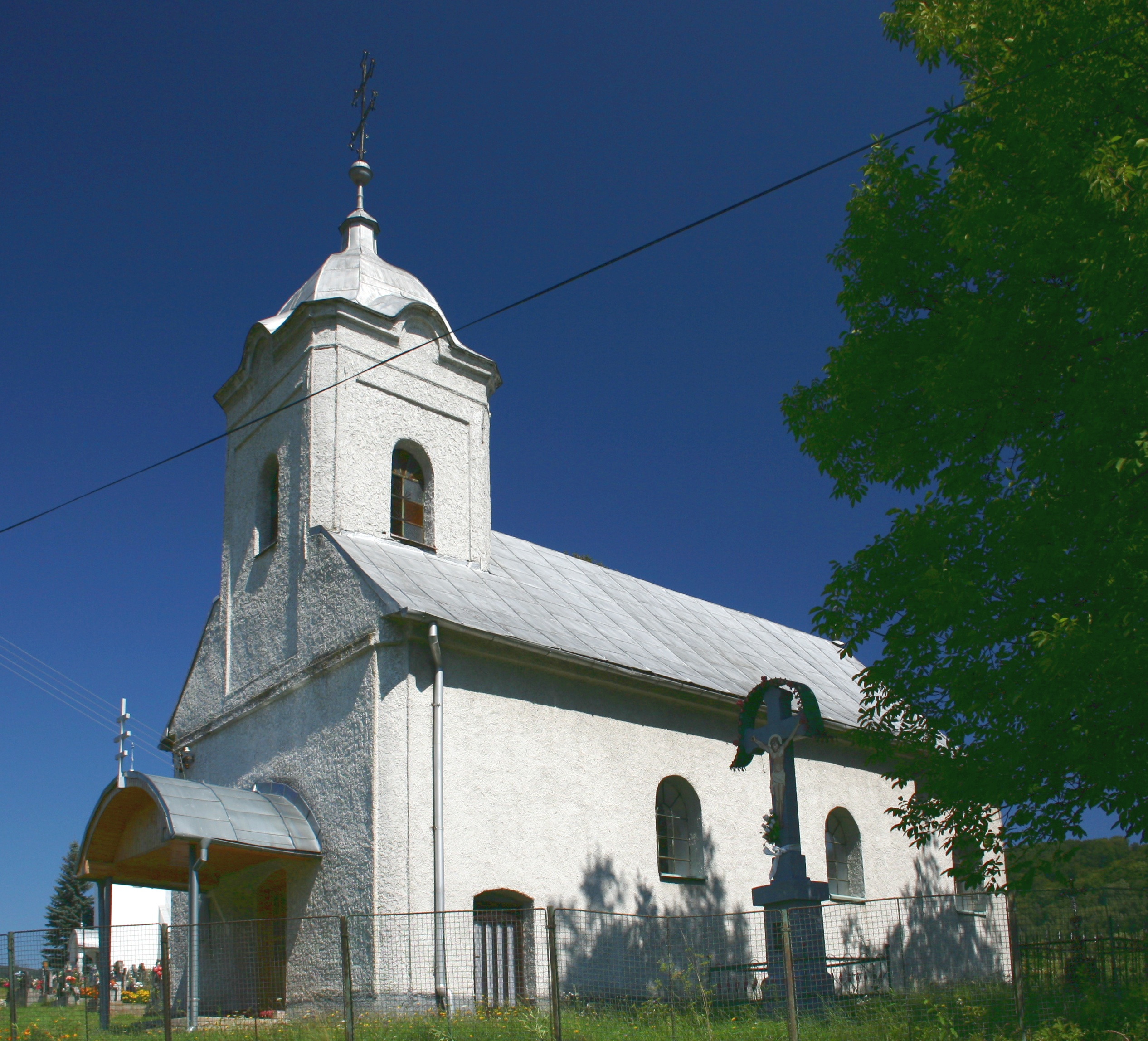
Cerkiew greckokatolicka